# Хямеэнлинна (футбольный клуб)
«Хямеенлинна» (фин. FC Hämeenlinna)— финский футбольный клуб из одноимённого города, выступающий в Чемпионате Финляндии по футболу. Клуб основан в 1991 году, домашние матчи проводит на стадионе «Кариуалан Кентя», вмещающем 8 036 зрителей. В 2004 году команда была финалистом Кубка Финляндии по футболу. Большинство сезонов играет во второй лиге Финляндии. Выходила на уровень выше в Вейккауслигу. В 1999 году выбывала в Какконен, но быстро вернулась.